# Cixius priva
Cixius priva är en insektsart som beskrevs av Tsaur 1991. Cixius priva ingår i släktet Cixius och familjen kilstritar. Inga underarter finns listade i Catalogue of Life.